# Shuchi Talati
Shuchi Talati és una directora de cinema índia. Va guanyar el premi del públic al cinema dramàtic mundial al Festival de Cinema de Sundance de 2024 per la seva pel·lícula Girls Will Be Girls.
Va estudiar a l'American Film Institute i va exercir com a responsable creativa d'Indusgeeks.

## Primers anys
Talati és llicenciada a l'American Film Institute i té la seu a la ciutat de Nova York.

## Carrera
El curtmetratge de Talati, Mae & Ash (2012), es va inspirar en la seva experiència personal a Bombai, on l'ex-nòvia del seu xicot es va quedar amb ella durant una setmana, la qual cosa va provocar sentiments d'inseguretat. Va traduir la seva experiència a la història de Mae & Ash.
Talati va produir el curtmetratge Execution (2020), que va guanyar una menció especial del jurat al Festival de Cinema de Nova Orleans, i Honolulu (2023) de Maya Tanaka, i va ser el productor de la història del documental Being Mary Tyler Moore (2023).
A més del seu treball narratiu, Talati ha contribuït a We Are: The Brooklyn Saints (2021) de Netflix i Wyatt Cenac's Problem Areas (2018), on el seu episodi va guanyar una nominació al GLAAD per la seva exploració de la policia racista.
Va dirigir el curtmetratge A Period Piece (2021), que es va estrenar als SXSW 2020, i va escriure i dirigir la pel·lícula Girls serà Girls (2024), que va rebre crítiques generalment positives. Girls will be Girls va guanyar un premi del públic al Festival de Cinema de Sundance 2024, i el seu actor principal Preeti Panigrahi van guanyar un premi especial del jurat per la seva actuació.

## Filmografia selecta
- Girls Will Be Girls (2024)
- A Period Piece (2020) – estrenada al SXSW 2020
- Mae and Ash (2012)[3]

## Premis i reconeixements
- Premi de producció Bridges-Larson[3]
- Girls Will Be Girls (2024) - World Cinema Dramatic (Audience), Festival de Cinema de Sundance de 2024[16]